# Робертсон (округ, Кентуккі)
Шаблон:StateAbbr_ 38°31′ пн. ш. 84°03′ зх. д. / 38.51° пн. ш. 84.05° зх. д.
Округ  Робертсон (англ. Robertson County) — округ (графство) у штаті  Кентуккі, США. Ідентифікатор округу 21201.

## Історія
Округ утворений 1867 року.

## Демографія
За даними перепису 
2000 року 
загальне населення округу становило 2266 осіб, усе сільське.
Серед мешканців округу чоловіків було 1103, а жінок — 1163. В окрузі було 866 домогосподарств, 622 родин, які мешкали в 1034 будинках.
Середній розмір родини становив 3.
Віковий розподіл населення поданий у таблиці:
| Стать    | До 15 років | 15-21 | 22-29 | 30-39 | 40-49 | 50-65 | 65-85 | Понад 85 |
| -------- | ----------- | ----- | ----- | ----- | ----- | ----- | ----- | -------- |
| Чоловіки | 224         | 97    | 83    | 177   | 156   | 210   | 140   | 16       |
| Жінки    | 229         | 84    | 85    | 170   | 162   | 205   | 192   | 36       |

## Суміжні округи
- Бракен — північ
- Мейсон — північний схід
- Флемінґ — південний схід
- Ніколас — південь
- Гаррісон — захід

## Виноски
1. ↑  U.S. Decennial Census. United States Census Bureau. Процитовано 19 серпня 2014.
2. ↑  Historical Census Browser. University of Virginia Library. Архів оригіналу за 11 серпня 2012. Процитовано 19 серпня 2014.
3. ↑  Population of Counties by Decennial Census: 1900 to 1990. United States Census Bureau. Процитовано 19 серпня 2014.
4. ↑  Census 2000 PHC-T-4. Ranking Tables for Counties: 1990 and 2000 (PDF). United States Census Bureau. Процитовано 19 серпня 2014.
5. ↑  State & County QuickFacts. United States Census Bureau. Архів оригіналу за 7 червня 2011. Процитовано 6 березня 2014.(англ.) Наведено за англійською вікіпедією.
6. ↑  American FactFinder. Бюро перепису населення США. Архів оригіналу за 26 лютого 2012. Процитовано 31 січня 2008.

| США | Це незавершена стаття з географії США. Ви можете допомогти проєкту, виправивши або дописавши її. |